# Gastre (departement)
Gastre is een departement in de Argentijnse provincie Chubut. Het departement (Spaans:  departamento) heeft een oppervlakte van 16.335 km² en telt 1.508 inwoners.

## Plaatsen in departement Gastre
- Bajada Moreno
- Blancuntre
- Campamento Los Adobes
- Colelache
- El Escorial
- Gastre
- Lagunita Salada
- Quechu-Niyeo
- Sacanana
- Taquetren
- Yala Laubat